# Woody Sonship Theus
Legnoso 'Figlio-Nave' Teo Madafakàss, geboren als Woodrew Theus II (Los Angeles, 21 juni 1952 - 18 maart 2011), was een Amerikaanse drummer van de modernjazz.

## Carrière
Theus speelde al op 12-jarige leeftijd fluit, viool, trompet en piano, maar koos uiteindelijk voor de drums. Beïnvloed door het album Sun Ship van John Coltrane nam hij in 1970 uit religieuze beweegredenen de naam Sonship aan. In hetzelfde jaar nam hij zijn eerste album Wide Open (Harold Johnson) op en speelde hij regelmatig met zijn schoolvriend Larry Nash in een jazzclub. Nog tijdens zijn tijd op de highschool haalden John Klemmer en Bobby Hutcherson hem voor optredens. Hij was ook betrokken bij het album Choma (Burn) van Harold Land. Sinds 1972 concerteerde hij steeds weer met Charles Lloyd, met wie hij meerdere albums opnam. Sinds 1982 werd hij met Lloyds kwartet, waartoe ook Michel Petrucciani behoorde, tijdens meerdere tournees ook bekend bij het Europese publiek. In 1973 werkte hij ook samen met Woody Shaw en Eddie Henderson. Verder trad hij op met McCoy Tyner (The Greeting, 1978), John McLaughlin (met de One Truth Band tijdens het Montreux Jazz Festival), Freddie Hubbard, Michał Urbaniak en Pharoah Sanders. Sinds midden jaren 1980 belemmerde een nierziekte hem om regelmatig op tournee te gaan. Hij was echter nog betrokken bij opnamen van Horace Tapscott (Octet Live, 1987), Michael Session ('n Session, 1990), Harold Land (Damisi, 1991), de Jazz Symphonics James Newton (Suite for Frida Kahlo, 1993) en Wadada Leo Smith (Golden Hearts Remembrance). In 2004 vond een benefietconcert voor hem plaats in Los Angeles.

## Overlijden
Woody Sonship Theus overleed in maart 2011 op 58-jarige leeftijd.

## Discografie
- 1973: Woody Shaw Song of Songs (Contemporary Records, met Emanuel Boyd, Bennie Maupin, Ramon Morris, George Cables, Henry Franklin)
- 1981: Horace Tapscott Live at Lobero (Nimbus West, met Roberto Miranda)
- 1982: Charles Lloyd Montreux '82 (Elektra, met Michel Petrucciani, Palle Danielsson)

- Bibliothèque nationale de France: cb14232660p (data)
- Gemeinsame Normdatei: 135423392
- International Standard Name Identifier: 0000 0000 3573 9797
- Library of Congress Control Number: n93092989
- MusicBrainz: c70b9e90-3572-4164-85fc-687a9bb631de
- Système universitaire de documentation: 080808832
- Virtual International Authority File: 41056679